# Sievekingia filifera
Sievekingia filifera är en orkidéart som beskrevs av Robert Louis Dressler. Sievekingia filifera ingår i släktet Sievekingia och familjen orkidéer. Inga underarter finns listade i Catalogue of Life.